# Xerochlora
Xerochlora là một chi bướm đêm thuộc họ Geometridae.